# 고제3기의 기후 변화
고제3기의 기후 변화에 대해 설명한다.

## 팔레오세의 기후
백악기 후기에 한랭해졌던 기후는 신생대 팔레오세에 들어서면서 다시 온난화로 변하였다. 신생대 팔레오세의 전지구 표면온도는 20도로 현재의 15도보다 5도가량 높았다. 신생대 팔레오세의 전지구 표층수의 온도는 45도로 현재의 20도보다 25도가량 높았으며, 전지구 심층수의 온도는 40도로 현재의 18도보다 22도가량 높았다. 극지방의 표면온도는 13도로 현재의 -40-50도보다 매우높았다. 극지방의 표층수의 온도는 18도로 현재의 4도보다 14도가량 높았으며, 극지방 심층수의 온도는 16도로 현재의 -1.5도보다 17.5도가량 높았다. 전지구의 습도는 평균 80퍼센트로 현재의 40퍼센트보다 2배가량 높았다. 전지구의 이산화탄소농도는 1500ppm으로 현재의 400ppm보다 3.75배 높았다.

## 에오세의 기후
팔레오세의 온난한 기후는 에오세까지 이어졌다. 신생대 에오세의 전지구 표면온도는 25도로 현재의 15도보다 10도가량 높았다. 신생대 에오세의 전지구 표층수의 온도는 50도로 현재의 20도보다 30도가량 높았으며, 전지구 심층수의 온도는 45도로 현재의 18도보다 27도가량 높았다. 극지방의 표면온도는 15도로 현재의 -40-50도보다 매우높았다. 극지방의 표층수의 온도는 20도로 현재의 4도보다 16도가량 높았으며, 극지방 심층수의 온도는 18도로 현재의 -1.5도보다 19.5도가량 높았다. 전지구의 습도는 평균 85퍼센트로 현재의 40퍼센트보다 2.1배 높았다. 전지구의 이산화탄소농도는 2000ppm으로 현재의 400ppm보다 5배 높았다. 그러나 올리고세부터 한랭해졌다.

## 올리고세의 기후
신생대 올리고세의 전지구 표면온도는 20도로 현재의 15도보다 5도가량 높았다. 신생대 올리고세의 전지구 표층수의 온도는 35도로 현재의 20도보다 15도가량 높았으며, 전지구 심층수의 온도는 20도로 현재의 15도보다 5도가량 높았다. 극지방의 표면온도는 5도로 현재의 -40-50도보다 매우높지만 팔레오세와 에오세보다는 매우 떨어졌다. 극지방의 표층수의 온도는 7도로 현재의 4도보다 3도가량 높지만 거의 비슷한 수준이 되었다. 극지방의 심층수의 온도는 0도로 현재의 -1.5도보다 1.5도가량 높지만 거의 비슷한 수준이 되었다. 전지구의 습도는 50퍼센트로 현재보다 1.25배 높았다. 전지구의 이산화탄소농도는 1000ppm으로 현재의 400ppm보다 2.5배정도 높았다. 팔레오세와 에오세 때는 북위와 남위 40도까지 열대지역이었고, 북위와 남위 80도까지는 아열대지역이었다. 하지만 올리고세 때부터 한랭해진 기후에 의하여 축소되어서 열대지역이 북위와 남위 25도, 아열대지역이 북위와 남위 30도까지 축소되었다. 팔레오세와 에오세 때 전지구에는 얼음과 빙하가 존재하지 않았다. 그러나 올리고세 때부터 한랭해진 기후로 인해 설빙이 얼고 그로 인해서 극지방에 빙하가 생겨나기 시작했다. 신생대 고제3기의 팔레오세와 에오세 때에는 포유류와 파충류와 양서류와 어류화석의 존재를 보아서 매우 온난한 기후였을 것으로 추측할 수 있다. 이 시기에 발견되는 펭귄,상어,고래의 화석을 보면 현재에 비해 적게는 2배부터 많게는 10배가량 크다. 이것을 보아도 고제3기 초기에 매우 온난했다는 사실을 알 수 있다.

## 같이 보기
- 고제3기